# سپاری‌باغ
سپاری‌باغ (به لاتین: Suparibağ) یک منطقهٔ مسکونی در جمهوری آذربایجان است که در شهرستان آستارا واقع شده‌است.

## جغرافیا
سپاری‌باغ در ۲ کیلومتری شهر آستارا واقع شده است.

## جمعیت
سپاری‌باغ ۱٬۰۵۲ نفر جمعیت دارد.

## ریشه واژه
سپاری‌باغ از سه واژه تالشی سه یا سو یا سی به‌معنی سرخ، پاری یا پوری به‌معنای زمین و باغ تشکیل شده‌است و معنای کلی آن به‌صورت باغ سرخ رنگ است.

## دین
سپاری‌باغ دارای یک هیئت مذهبی است.